# اوریانا آلتوو
اوریانا آلتوو (انگلیسی: Oriana Altuve؛ زادهٔ ۳ اکتبر ۱۹۹۲) بازیکن فوتبال اهل ونزوئلا است.
از باشگاه‌هایی که در آن بازی کرده‌است می‌توان به باشگاه فوتبال رایو وایکانو اشاره کرد.
وی همچنین در تیم ملی فوتبال Venezuela بازی کرده‌است.